# Československé státní dráhy
Československé státní dráhy (ČSD) byla státní organizace, která se zabývala správou železniční infrastruktury a provozováním železniční dopravy na území celého Československa. ČSD provozovaly také dopravu na několika soukromých tratích a v letech 1927–1948 (s výjimkou období druhé světové války) též síť státní autobusové dopravy.
Organizace byla založena v den vzniku Československa, 28. října 1918. V roce 1939 je po rozdělení státu nahradily protektorátní Českomoravské dráhy a Slovenské železnice. Po skončení války byly 9. května 1945 ČSD obnoveny a fungovaly až do 31. prosince 1992, kdy kvůli rozpadu Československa zanikly definitivně. Nástupnickými organizacemi se staly České dráhy a Železnice Slovenskej republiky.
Organizace byla zakládajícím členem Mezinárodní železniční unie. Byl jí přidělen UIC kód 54, který po jejím rozdělení začaly používat České dráhy a po liberalizaci přístupu na železniční dopravní cestu je kódem České republiky; Slovenské republice náleží kód 56.

## Historie

### Období první republiky (1918–1939)

#### Vznik a počátky ČSD

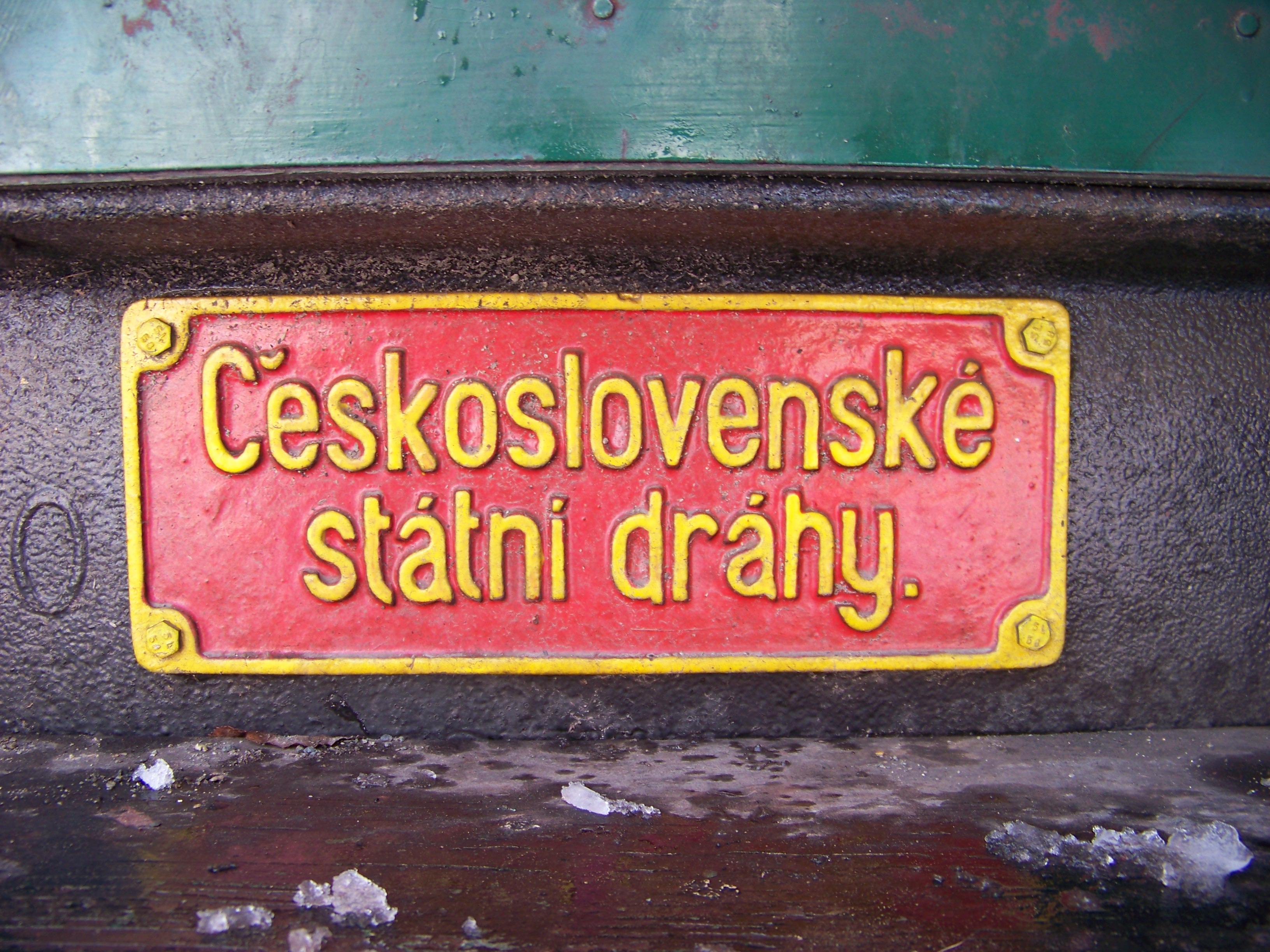
Název společnosti na vlaku ČSD

Československé státní dráhy byly založeny bezprostředně po skončení první světové války 28. října 1918. Převzaly téměř celou železniční síť bývalých c. k. Státních drah (kkStB) a Maďarských státních drah (MÁV), resp. jejich části, které se nacházely na území nově založeného Československa. Velké soukromé železniční společnosti – Košicko-bohumínská dráha, Ústecko-teplická dráha a Buštěhradská dráha zůstaly v prvních letech samostatné. Na mnoha státem garantovaných lokálních drah v českých zemích převzaly ČSD od kkStB jejich provoz. Prvním ředitelem se stal de iure 30. října 1918 Ing. Jan Bašta, původně působící v kkStB, který v této funkci setrval až do roku 1923.
Od počátku 20. let 20. století byly privátní dráhy zákonem zestátňovány a začleňovány do sítě ČSD. Současně byly v této době měněny názvy stanic na české a slovenské síti. Na německy mluvících územích byly zachovány dvojjazyčné názvy.
V prvních letech existence samostatného státu bylo zapotřebí vyvinout velké úsilí, aby se železniční síť orientovaná na Vídeň a Budapešť přizpůsobila novým přepravním požadavkům. Pro dopravu ve směru východ–západ byla zpočátku na Slovensku k dispozici pouze náročně trasovaná jednokolejná trať Košicko-bohumínské dráhy. Bylo nutné investovat do modernizace nejdůležitějších tratí a výstavby nových. Jedním z nejdůležitějších projektů byla modernizace, zdvojkolejnění a částečná novostavba trati Praha–Brno přes Havlíčkův Brod, kterou se nakonec podařilo dokončit až po druhé světové válce.

#### Zavádění nových trakcí a dalších inovací

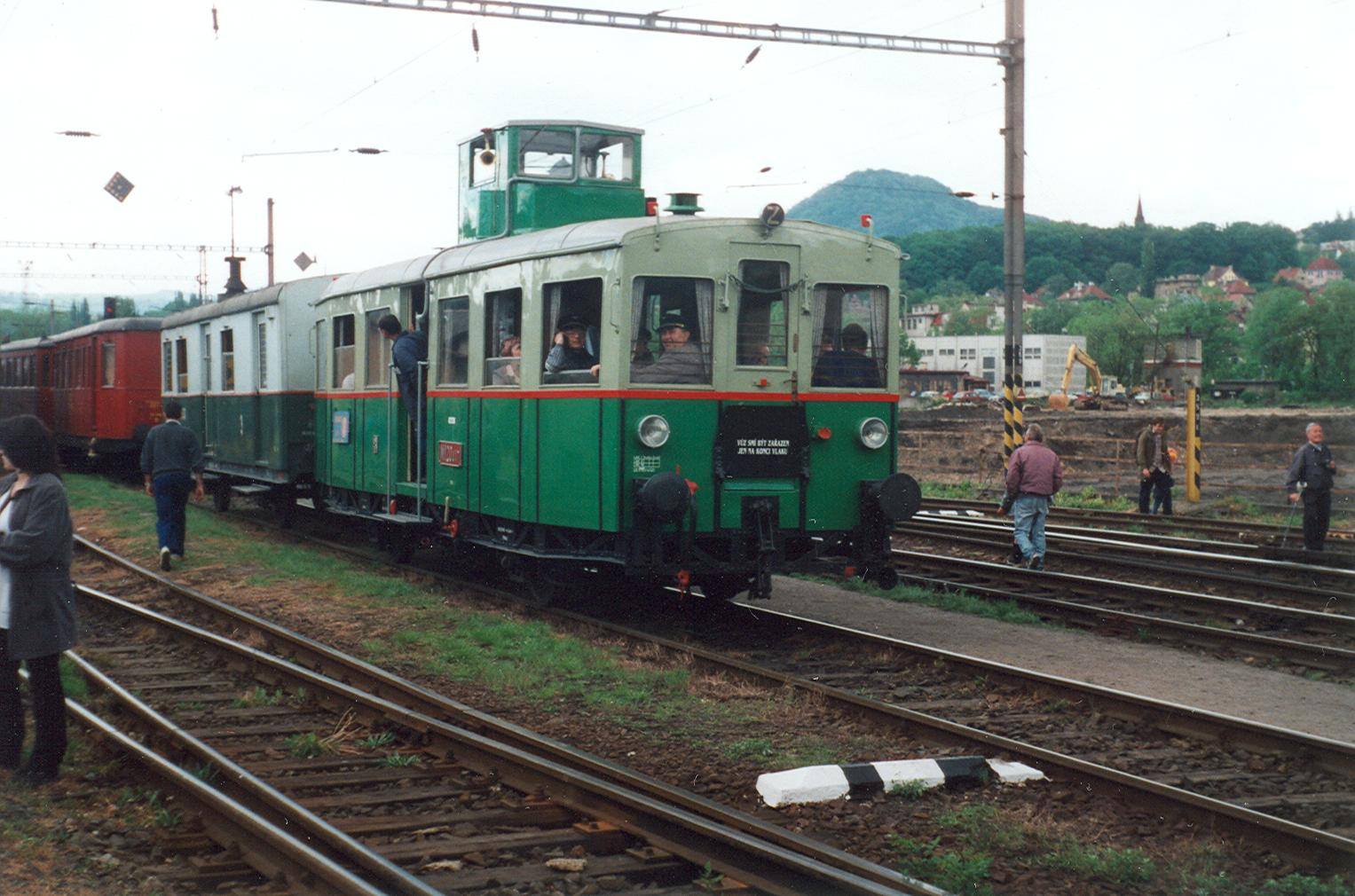
Motorový vůz řady M 120.4 s věžovým stanovištěm strojvedoucího

Od roku 1923 používaly ČSD Kryšpínovo značení lokomotiv.
Jako jedna z prvních evropských železničních společností začaly ČSD usilovat o motorizaci provozu na svých tratích. V polovině 20. let nasadily na několika málo zatížených tratích motorové vlaky, které se obvykle skládaly z benzolelektrického motorového vozu a příslušných přívěsných vozů. Na začátku 30. let začaly být motorové vozy nasazovány i na místních drahách. Tím se již v polovině 30. let podařilo na mnoha vedlejších tratích prakticky odstranit parní provoz a tím zrychlit a zhospodárnit dopravu.
Aby Praha nebyla obtěžována kouřem z lokomotiv, byla zhruba od poloviny 20. let na pražských spojovacích drahách a nádražích využita elektrická trakce. Nejdříve byly nasazeny akumulátorové lokomotivy a poté byly v letech 1924–1928 tratě elektrizovány soustavou 1500 Vss. Plány na elektrizaci dalších drah, zejména trati do Plzně se již neuskutečnily.
Například počátkem září 1931 měly ČSD 4309 parních a 33 elektrických lokomotiv. Koncem téhož roku bylo v provozu 169 motorových hnacích vozidel (62 motorových vozů, 96 kolejových autobusů, 5 posunovacích lokomotiv, 6 drezín pro přepravu novin).
ČSD také potřebovaly provést sjednocení brzdových systémů. Za Rakouska-Uherska se v rakouských zemích prosadila sací brzda Hardy, v uherské části monarchie byla zaváděna samočinná tlaková brzda Westinghouse. Nákladní vlaky byly většinou brzděné ručně. V českých zemích byla tlaková brzda zaváděna v osobní dopravě v letech 1924–1929, z nákladních vozů byly vystrojovány tlakovou brzdou Kunze-Knorr především ty, které zajížděly do Německa. Od roku 1931 byly nákladní vozy vystrojovány brzdou Božič. Do října 1931 bylo touto brzdou opatřeno 5790 vozů, průběžným brzdovým vedením 48220 vozů.
Od roku 1936 zavedly, podobně jako některé další evropské železnice, rychlé spoje vedené motorovými vozy. V případě ČSD se jednalo o dva motorové vozy řady M 290.0 známé spíše pod názvem vlaku Slovenská strela, který spojoval Bratislavu s Prahou s jízdní dobou 4 h 18 min.

#### Autobusová doprava
Od roku 1927 začaly ČSD provozovat též státní autobusovou dopravu. Postupně získaly převahu nad rovněž státní sítí poštovních autobusových linek, která vznikala od roku 1908. Koncem roku 1931 měly ČSD v majetku 158 autobusů nasazených na 79 linkách. V letech 1933–1934 byla poštovní autobusová doprava začleněna do ČSD a státní autobusová doprava tak byla sjednocena. Po dobu druhé světové války provozovaly státní linky Českomoravské dráhy a Slovenské železnice, po válce přešla síť opět pod ČSD. Během roku 1949 byla veškerá autobusová doprava převedena pod nově vzniklé podniky ČSAD.

### Období po Mnichovské dohodě a během protektorátu (1938–1945)

#### Po mnichovské dohodě
Po podepsání Mnichovské dohody, ke kterému došlo 30. září 1938, vyklidily ČSD obsazená území. Personál, vozidla i vybavení stanic byly z velké části převezeny do vnitrozemí. O něco později byly ČSD smluvně zavázány odvezený materiál předat Německým říšským drahám. Dne 14. listopadu 1938 bylo sjednáno předání 877 lokomotiv, 136 motorových vozů, 158 přívěsných vozů, 117 rychlíkových vozů, 2160 osobních vozů a 23 500 nákladních vozů. Dále byly ČSD povinny nahradit škody na všech zničených nebo poškozených drážních zařízeních.

#### První rozdělení ČSD
Po začátku druhé světové války 1. září 1939 byly postupně odstaveny všechny motorové vozy, protože veškeré pohonné hmoty byly využity pro vedení války. To se týkalo i Slovenské strely, jejíž provoz skončil s odtržením Slovenska.
S obsazením zbytku Československa 15. března 1939 a zřízením Protektorátu Čechy a Morava, resp. vznikem Slovenského státu došlo i k rozdělení ČSD na Českomoravské dráhy – Protektoratsbahnen Böhmen und Mähren (ČMD-BMB – německá zkratka Böhmisch-Mährische Bahn) a Slovenské železnice. ČMD-BMB byly sice samostatnou organizací, ale byly podřízené říšským drahám.

### Poválečné období (1945–1992)

#### Obnova tratí a vozového parku
Bezprostředně po skončení války – 9. května 1945 – byly obnoveny Československé státní dráhy. Především v českých zemích nebyly železnice příliš dotčeny válečnými škodami, takže se poměrně rychle podařilo obnovit provoz na všech tratích. Stanice byly povinně pojmenovány výlučně česky nebo slovensky, stanice jenom s německými jmény byly úředně přejmenovány v letech 1946–1948.
Na území Československa se po válce nacházelo mnoho cizích vozidel, zejména německých – například i elektrické lokomotivy evakuované před postupující frontou ze Slezska. Část vozidel zařadily ČSD do svého parku, část zabavil Sovětský svaz jako válečnou kořist. V poválečných letech pak docházelo k výměnám vozidel za původní vozidla ČSD zavlečená do ciziny.
S velkým elánem přikročily ČSD k poválečné obnově vozidlového parku. Již v prosinci 1945 opustila první nově vyrobená lokomotiva těžce poškozené tovární haly plzeňské Škodovky. V dalších letech dodávaly firmy Škoda a ČKD množství parních lokomotiv, které patřily k nejvýkonnějším a nejmodernějším v Evropě.
V roce 1955 získaly Československé státní dráhy do užívání novorenesanční budovu Národního domu na Vinohradech. (Dům slavnostně otevřený 10. listopadu 1894 byl sídlem četných spolků a jiných korporací, např. Měšťanské besedy, pěveckého spolku Hlaholu, Matice školské, vinohradského Sokola aj., ovšem po únorovém komunistickém puči chátral.) Rekonstrukce domu v havarijním stavu trvala do roku 1959. Patrně od téhož roku nesla budova název Ústřední kulturní dům železničářů (ÚKDŽ). V říjnu 1992 přešla budova do soukromých rukou (vznikla společnost s ručením omezeným Národní dům-Kulturní dům železničářů).

#### Elektrizace hlavních tratí a postupné opouštění parní trakce

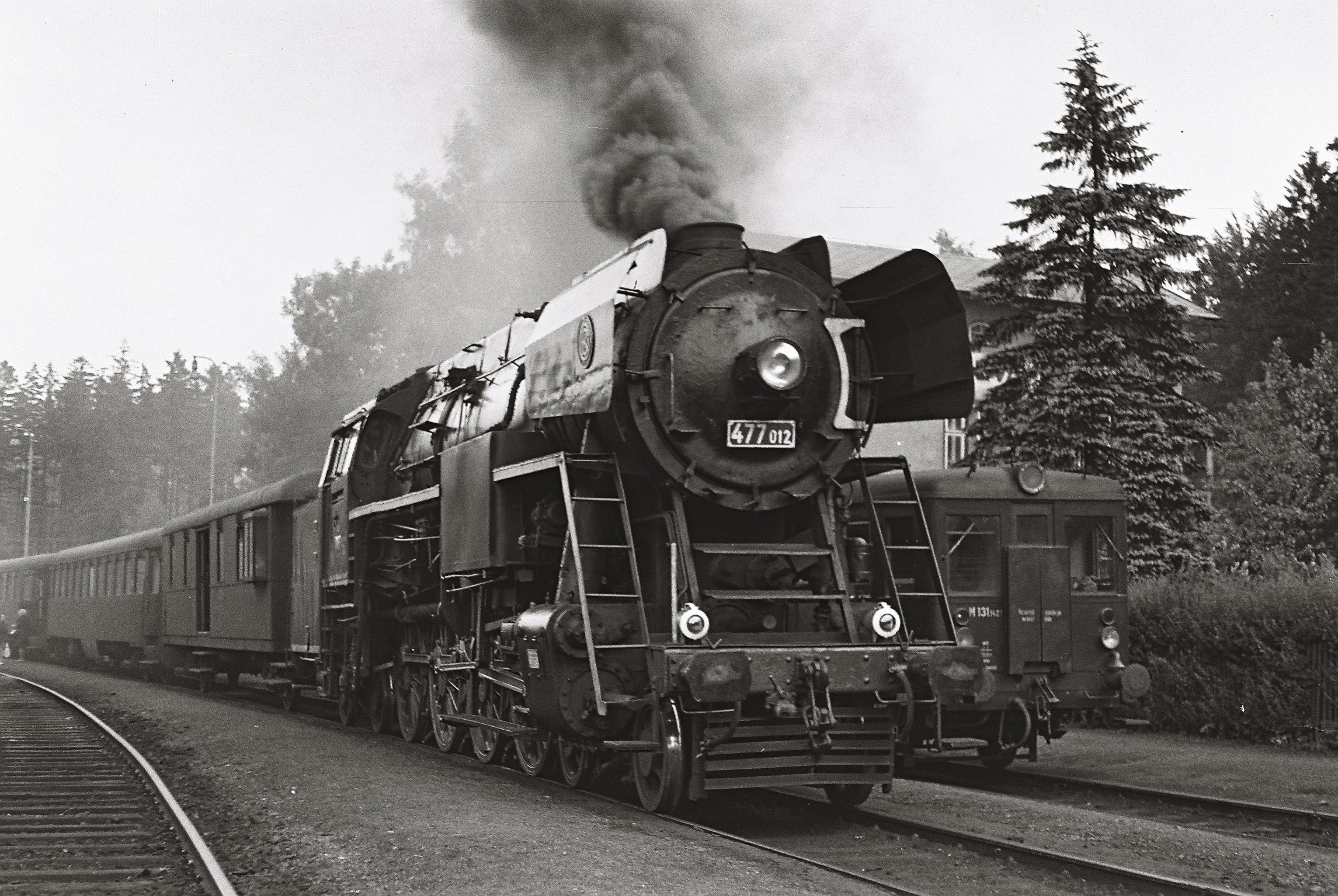
Osobní vlak ve stanici Jedlová (1974)

Již od roku 1950 se začaly znovu objevovat plány na rozsáhlou elektrizaci železniční sítě. Brzy na to v návaznosti na projekt z roku 1943 započaly práce na elektrizaci sklonově náročného úseku bývalé Košicko-bohumínské dráhy. Úsek Poprad-Tatry – Liptovský Mikuláš byl dokončen v dubnu 1955 a od 25. února 1956 byl zahájen provoz v celém úseku Žilina – Spišská Nová Ves. Pro napájení byla zvolena soustava 3000 Vss, která byla upřednostňována v Polsku i v Sovětském svazu. Elektrizace rychle pokračovala, takže počátkem 60. let již byl možný elektrický provoz z Mostu (přes Mělník a Nymburk) až do Košic. Na pražských spojkách bylo přepnuto napětí na 3 kVss 15. května 1962.
Z důvodu možných úspor mědi díky nižším proudům bylo v roce 1959 rozhodnuto o elektrizaci systémem 25 kV 50 Hz, který se především ve Francii jevil jako velmi perspektivní. Toto rozhodnutí přineslo komplikace v okamžiku, kdy se v roce 1965 obě napájecí soustavy (3 a 25 kV) setkaly v Kutné Hoře. Až do roku 1976, kdy byly dodány první dvousystémové lokomotivy řady ES 499.0, zde musely všechny vlaky přepřahat.
V poválečném období také pokračovaly práce na zdvojkolejnění mnoha důležitých tratí, především pro nákladní dopravu. Nákladní doprava se stala prioritou státní dopravní politiky. V některých úsecích byla dokonce kvůli uvolnění kapacity pro nákladní dopravu osobní doprava zcela zastavena a převzata ČSAD.
Od 70. let se technický rozvoj drážní sítě zastavil. Zatímco v západoevropských zemích byla maximální rychlost vlaků zvyšována ze 120 na 160 km/h, u ČSD byla na zhlavích železničních stanic snižována ze 120 na 100 km/h z důvodu nedostatečné údržby výhybek. Teprve v letech 1988 a 1989 byla na několika málo úsecích (Zaječí – Šakvice a mezi Olomoucí a Zábřehem na Moravě) zvýšena traťová rychlost na 140 km/h.
Od roku 1988 začaly ČSD používat místo Kryšpínova označení lokomotiv nové značení dle UIC.
Novější technologie jako vratné soupravy s řídicími vozy nebyly zavedeny vůbec, na druhou stranu ovšem nedošlo ani k podstatné redukci kolejové sítě, takže si Československo zachovalo jednu z nejhustších železničních sítí na světě.

#### Druhé rozdělení ČSD
Podruhé a tentokrát již definitivně zanikly ČSD k 31. prosinci 1992. V souvislosti s připravovaným rozdělením federace přijalo Federální shromáždění 16. prosince 1992 zákon č. 625/1992 Sb. o zániku státní organizace Československé státní dráhy. Ten mj. určil, že veškeré nemovité věci z majetku ČSD přejdou do majetku toho státu (Česka nebo Slovenska), na jejichž území leží, ostatní majetek přešel do vlastnictví Česka nebo Slovenska v poměru dvě ku jedné. Nově vzniklé státy pak rozdělený majetek začlenily do nově ustavených státních železnic, tj. do Českých drah v Česku a do Železnic Slovenskej republiky na Slovensku.